# Мясной рейд
Мясной рейд (англ. Beefsteak Raid) — кавалерийский рейд, организованный конфедератами в сентябре 1864 года во время осады Питерсберга в ходе американской гражданской войны.
Генерал-майор Конфедерации Уэйд Хэмптон возглавил отряд в 3000 кавалеристов и отправился в рейд длиной 160 километров для того, чтобы угнать стадо скота из-за осадных линий федеральной армии.

## Предыстория
В сентябре 1864 года Северовирджинская армия находилась в осаде под Питерсбергом и Ричмондом и испытывала постоянную нехватку продовольствия. 22 августа генерал Ли доложил, что зерно, предназначенное для снабжения армии, подходит к концу. В то же время разведчик, сержант Джордж Шадберн, доложил генералу Хэмптону 5 сентября, что в тылу федеральной армии замечено стадо в 3000 голов скота. Оно находилось на плантации Эдмунда Раффина в Коггинс-Пойнт, в 8 километрах от штаба генерала Гранта. Плантацию охраняли 250 человек 1-го кавполка округа Колумбия, 120 человек 13-го пенсильванского полка и 30 гражданских лиц. Хэмптон решил совершить рейд с целью угона скота и подготовил отряд численностью 3000 человек. Хэмптон решил начать рейд 14 сентября, пользуясь тем, что сам генерал Грант в это время отбыл в долину Шенандоа на переговоры с Шериданом.

## Действия
Хэмптон привлёк к рейду кавалерийские бригады Россера и Деринга из дивизии Руни Ли, а также отряд в 100 человек под командованием подполковника Миллера. Отряд вышел из Питерсберга по Бойдтонской дороге, вышел к Стоуни-Крик у Динвидди-Кортхауз, там повернул на юго-восток и вышел к реке Рованти-Крик у моста Уилкинсона, где и остановился на ночь. Утром 15 сентября отряд покинул лагерь у моста Уилкинсона и быстрым маршем вышел к мосту Кука через реку Блэкуотер. Мост был разобран северянами, и именно поэтому Хэмптон выбрал этот участок для переправы — он предполагал, что отсюда противник не ожидает нападения.
У моста, в 10 милях от своей цели, отряд устроил привал и занялся восстановлением моста. В полночь отряд перешел реку и разделился на три части. Меньшая часть, под командованием Деринга, заняла оборону недалеко от моста на случай атаки с востока. Самая крупная часть под командованием Руни Ли приготовилась к атаке с запада. Средняя часть, под командованием Россера и Миллера, с которыми отправился Хэмптон, должна была двигаться на север и напасть на стадо у Сикамор-Чеч.
Атака началась в 5 часов утра. Россер первым напал на лагерь северян и захватил скот. Федеральная охрана занимала хорошую позицию, усиленную баррикадами, но она не выдержала атаки и отступила. 2486 голов скота досталось Хэмптону. За три часа он сумел отогнать стадо и в 08:00 начать обратный марш. Перейдя мост Кука, Хэмптон отправил стадо под конвоем Россера на запад, к Иерусалимской дороге и велел ему занять оборону на дороге у Эбенезер-Чеч. Прибыв на место, Россер разведал северное направление и обнаружил отряд в 2100 всадников под командованием бригадного генерала Генри Дэвиса, наступающий на юг по дороге. Отряд Дэвиса вступил в перестрелку с кавалеристами Россера, которые сразу же отошли на несколько миль к югу на подготовленную позицию у Бэлчес-Милл. Эту позицию они удерживали до конца дня. В это время стадо ушло на запад, пройдя двумя милями южнее его позиции и перейдя реку Ноттовей по броду Фриманс-Форд.
Россер так удачно держал оборону, что Хэмптон даже думал отправить кавалерию Руни Ли в набег на тыл противника, однако становилось слишком темно. Узнав, что скот успешно отогнан за Ноттовей, Россер отвёл свою кавалерию на место лагеря у моста Уилконсона. Он планировал атаковать противника утром, однако утром 17 сентября федеральная кавалерия отступила.

## Последствия
За три дня отряд Хэмптона прошел около 160 километров, выиграл два боя, угнал 2486 голов скота, из которых в целости доставили 2468 (18 голов отбились от стада и были подобраны федералами), угнал несколько повозок и вывел из-за линии фронта 304 военнопленных. Было уничтожено три федеральных лагеря и вывезено некоторое имущество — в основном одеяла. В ходе рейда было убито 10 человек, 47 ранены и 4 пропали без вести.

## В культуре
В 1966 году по мотивам рейда Хэмптона режиссёр Эдвард Дмитрык снял фильм «Альварес Келли».